# Uesugi Kagetora
Kagetora Uesugi ou Saburō Hōjō (上杉景虎, Uesugi Kagetora, 1552-19 avril 1579) est un samouraï de l'époque Sengoku au Japon et le 6e fils de Hōjō Ujiyasu. Il est adopté par Kenshin Uesugi qui en fait son héritier et donc un membre du clan Uesugi. Mais en 1578, il est attaqué et défait à son château d'Otate par Uesugi Kagekatsu. Il se suicide l'année suivante.

## Histoire
Uesugi Kagetora, né en 1552 ou 1554, est également connu de son vivant sous les noms de « Hōjō Ujihide » (北条氏秀), « Hōjō Saburō » (北条三郎) et « Saburō Kagetora » (三郎景虎). Il est le septième fils (sixième à atteindre l'âge adulte) de Hōjō Ujiyasu, et le frère cadet de Hōjō Ujimasa, Hōjō Ujiteru, Hōjō Ujikuni, Hōjō Ujinori, Hōjō Ujitada et frère ainé de Hōjō Ujimitsu. Sa mère est la belle-sœur de Tooyama Yasumitsu, un vassal du clan Hōjō (d'autres sources donnent Zuikeii-in, épouse principale de Ujiyasu). Il est possible que lui et Hōjō Ujihide soient deux personnes différentes et qu'Ujihide soit le fils de Hōjō Tsunashige et vive à Edo tandis que Saburō réside à Echigo, aussi la plupart des historiens le désignent comme étant Hōjō Saburō lorsqu'ils décrivent sa jeunesse.
Enfant, il est envoyé en prêtrise au temple Sōun à Hakone, puis envoyé comme otage à Takeda Shingen du clan Takeda comme partie de l'alliance Kai-Sagami-Suruga. Il est adopté par son oncle Hōjō Gen'an en 1569 et épouse sa fille.
Lorsque les clans Hōjō et Uesugi forment une alliance en 1569, Saburō est envoyé à Uesugi Kenshin lors d'un échange d'otages avec Kakizaki Haruie. Au départ, l'otage doit être Kunimasumaru, troisième fils de Hōjō Ujimasa, mais Ujimasa ne peut se résoudre à envoyer son fils, qui est alors encore un bébé. Saburō est envoyé au clan Uesugi au début de 1570. Kenshin, qui ne s'est jamais marié, se prend d'affection pour le beau et intelligent Saburō. Il marie sa nièce Seienin, fille de Nagao Masakage et de Aya Gozen et sœur aînée de Nagao Akikage (Uesugi Kagekatsu) à Saburō, lui donna le nom de « Kagetora » (un nom qui a appartenu à Kenshin lui-même), et l'adopte au sein du clan Uesugi.
Lorsque Kenshin décède subitement en 1578 sans nommer d'héritier, Kagetora et Kagekatsu, également adopté par Kenshin, se battent pour la succession au poste de chef de clan. Cet épisode est connu sous le nom Otate no ran. Bien que Kagetora a l'avantage au début avec le soutien de vassaux des Uesugi tels que Uesugi Kagenobu, Hōjō Hidetsuna, Kitajō Takahiro et le clan Hōjō, l'équilibre de la bataille tourne après la trahison de Takeda Katsuyori au profit de Kagekatsu.
Lorsque le château d'Otate tombe en 1579, Kagetora essaye de s'enfuir du château d'Odawara (forteresse du clan Hōjō et lieu de naissance de Kagetora) mais est trahi au château de Samegao par Horie Munechika et se suicide. L'épouse de Kagetora se suicide en sa compagnie mais d'autres versions avancent qu'elle est restée derrière à Otate et s'est suicidée quand son frère Kagekatsu a refusé la capitulation de Kagetora. Doumanmaru, fils ainé de Kagetora, meurt aux mains des troupes de Kagekatsu avec Uesugi Norimasa et on pense que les autres enfants de Kagetora sont morts avec leurs parents au cours de la lutte pour le pouvoir à Otate.
Certaines sources avancent qu'il était préférable que Kagetora remplace Kenshin comme héritier parce qu'il avait une fois aidé Kenshin dans une bataille avec son intelligence, ce qui lui a valu le nom de Kenshin, tandis que Kagekatsu n'était populaire que dans l'obtention d'un soutien au sein du clan Uesugi.

## Famille
- Père : Ujiyasu Hojo , fils de Hojo Ujitsuna
- Mère : belle-sœur de Tooyama Yasumitsu (très probable), ou Zuikeii-in, sœur d'Imagawa Yoshimoto
- Père adoptif : Uesugi Kenshin
- frères :
  - Ujimasa Hojo
  - Ujiteru Hojo
  - Ujikuni Hojo
  - Ujinori Hojo
  - Ujitada Hojo
  - Ujimitsu Hojo
- Sœurs :
  - Dame Hayakawa, épouse Ujizane Imagawa
  - Dame Hojo (Shizuka ou Keirin-in), épouse Katsuyori Takeda
  - Nanamagari-dono, épouse Ujishige Hojo
- Femmes :
  - fille de Gen'an Hojo
  - Seinin, fille de Masakage Nagao, beau-frère d'Uesugi Kenshin
- Enfants :
  - Doumanmaru
  - autres filles et fils

## Source de la traduction
- (en) Cet article est partiellement ou en totalité issu de l’article de Wikipédia en anglais intitulé « Uesugi Kagetora » (voir la liste des auteurs).